# 2,2'-bipiridina
La 2,2'-bipiridina és un compost orgànic amb la fórmula C10H₈N₂. Aquest sòlid incolor, sovint abreujat bipy, és un isòmer important de la família de la bipiridina. És un lligand quelant bidentat, formant complexos amb nombrosos metalls de transició. Els complexos de ruteni i de platí de bipy exhibeixen luminescència intensa i tenen importants aplicacions.

## Preparació
Es prepara mitjançant la deshidrogenació de la piridina utilitzant níquel Raney.